# محمد صغير بزوير
 محمد صغير بزوير (1970 الجزائر) هو لاعب كرة قدم جزائري.